# Margit Frenk

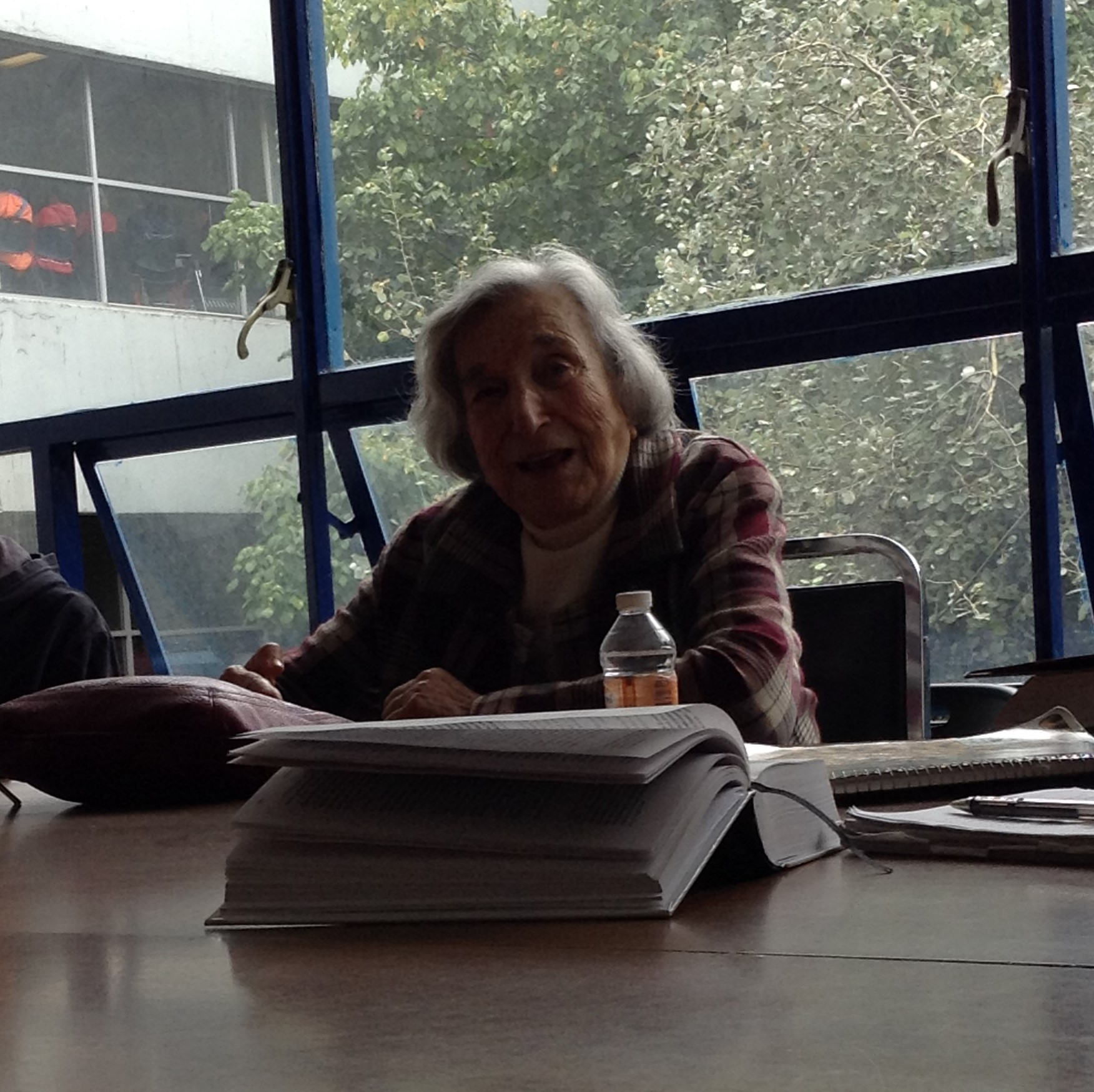
Margit Frenk en la FFyL, UNAM

Margit Frenk Freund (Hamburgo, 21 de agosto de 1925), en documentos oficiales Margarita Ana María Frenk y Freund, también conocida como Margit Frenk Alatorre, es una filóloga, hispanista, folclorista y traductora alemana nacionalizada mexicana. Es miembro de número de la Academia Mexicana de la Lengua desde 1993,12 miembro correspondiente de la Real Academia Española y de la British Academy, profesora e investigadora con doctorados honoris causa de la Universidad Nacional Autónoma de México, 3 de la Universidad de Sevilla y de la Universidad Sorbona Nueva, París III. Es hija de la traductora Mariana Frenk-Westheim. Fue esposa del filólogo Antonio Alatorre, y es hermana del endocrinólogo Silvestre Frenk.

## Biografía
Margit Frenk reside en México desde 1930. Estudió en la Facultad de Filosofía y Letras de la UNAM. Hizo su maestría en la Universidad de California en Berkeley y se doctoró en lingüística y literatura hispánica en El Colegio de México en 1972, con la tesis Las jarchas mozárabes y los comienzos de la lírica románica.
En 1946, con una beca, fue un año al Bryn Mawr College, cerca de Filadelfia, y estudió literatura inglesa y teatro español del siglo XVI con el hispanista Joseph E. Gillet. Luego estuvo cinco años en la Universidad de Berkeley, donde enseñó español, aprendió italiano y estudió literatura española con hispanistas como Griswold Morley, Erasmo Buceta, William Entwistle y, sobre todo, el republicano español José Fernández Montesinos, gran especialista en Lope de Vega y en Benito Pérez Galdós que llegó a ser un verdadero maestro para ella. Tras obtener la maestría en artes en Berkeley (enero de 1949), volvió a El Colegio de México (Colmex), institución pública donde fue profesora e investigadora entre 1950 y 1980 y en la que trabajó con el hispanista argentino Raimundo Lida antes de que él marchara a los Estados Unidos en 1952. En el Colmex hizo estudios sobre el Romancero, el español oral de la Ciudad de México. Colaboró en la Nueva Revista de Filología Hispánica (NRFH), dirigida por Alfonso Reyes y coordinada por Raimundo Lida y luego por Antonio Alatorre, con quien se casó y tuvo tres hijos.4 Empezó a traducir del inglés y del alemán (el libro de Stephen Gilman sobre Cervantes y Avellaneda, El gusto literario de L. Levin Schücking y La poesía de Johannes Pfeiffer), y tradujo para el Fondo de Cultura Económica los dos volúmenes de la magna obra de Ernst Robert Curtius, Literatura europea y Edad Media latina, cuyos textos en griego y en latín fueron traducidos por Antonio Alatorre. En París y en Madrid (1951-1952) asistió a los cursos del hispanista Marcel Bataillon y empezó a profundizar en el estudio de la lírica tradicional hispánica. En 1958 comenzó a coordinar un grupo de investigadores del que al cabo surgieron entre 1975 y 1985 los cinco volúmenes del Cancionero folklórico de México. En 1962 tuvo a su tercer y último hijo.
También es profesora en la UNAM desde 1966, en la que creó en el 2000 y dirige hasta la fecha la Revista de Literaturas Populares. Es miembro del comité científico de la revista española Paremia. Fue profesora visitante en Harvard, en Heidelberg y en Hamburgo. De 1986 al 1996 fue coordinadora del Centro de Estudios Literarios del Instituto de Investigaciones Filológicas de la UNAM, donde fundó y dirigió la revista Literatura Mexicana. Es autora de 23 libros y más de 140 artículos sobre fundamentalmente lírica tradicional y folclor, en lo que es una consumada especialista, autora de compilaciones como el Corpus de la antigua lírica popular hispánica (Madrid: Castalia, 1992) y, más recientemente, del Nuevo corpus de la antigua lírica popular hispánica (México: UNAM, El Colegio de México, FCE, 2003). En 1997 publica Entre la Voz y el Silencio, libro en el que muestra cómo la “lectura“ durante el Siglo de Oro español era, básicamente, una práctica oral y vocalizada. Era a través del oído como mucha gente del pueblo, iletrada, conocía obras literarias.
Margit Frenk es doctora honoris causa por la Sorbona, correspondiente de la British Academy, miembro numerario de la Academia Mexicana de la Lengua desde el 23 de noviembre de 1993 y presidenta honoraria de la Asociación Internacional de Hispanistas. En el Sistema Nacional de Investigadores tiene nivel III desde 1987, y reconocimiento como Investigadora Emérita. También es profesora emérita de la UNAM e investigadora emérita de El Colegio de México. Fue ganadora del Premio Nacional de Ciencias y Artes en el área de Lingüística y Literatura en 2000.5 En 2009 recibió el XXIII Premio Internacional Menéndez Pelayo. En 2012 se crea el Premio Internacional Margit Frenk a la Investigación sobre tradiciones poéticas.

## Obras

### Libros
- Del Siglo de Oro español. México: El Colegio de México, 2007. ISBN 068-12-1286-X.
- Estudios de lingüística. México: El Colegio de México, 2007. ISBN 968-12-1308-4.
- Poesía popular hispánica: 44 estudios. México: Fondo de Cultura Económica, 2006. ISBN 968-16-7368-9
- Nuevo corpus de la antigua lírica popular hispánica: Siglos XV a XVII. 2 vol. México: Universidad Nacional Autónoma de México/El Colegio de México/Fondo de Cultura Económica, 2003. ISBN 968-16-6782-4.
- Entre la voz y el silencio (La lectura en tiempos de Cervantes). Alcalá de Henares: Centro de Estudios Cervantinos, 1997/México: Fondo de Cultura Económica, 2005. ISBN 968-16-7588-6.
- Lírica española de tipo popular. Madrid: Cátedra, 12.ª ed. 2001. ISBN 84-376-0096-0.
- Cancionero sevillano de Nueva York. Con José J. Labrador y Ralph A. DiFranco. Sevilla: Universidad de Sevilla, 1996. 551 pp.
- Spanish Romances of the Sixteenth Century. [Texto y Música]. Con Thomas Binkley. Ed. de Bloomington: Indiana University Press, 1995. 172 pp.
- Charla de pájaros o Las aves en la poesía folklórica mexicana. México: UNAM, 1994. ISBN 968-36-3939-9
- Symbolism in Old Spanish Folk Songs. London: Queen Mary and Westfield College, 1993.
- Ed. de Fernán González de Eslava: Villancicos, romances, ensaladas y otras canciones devotas. México: El Colegio de México, 1989. ISBN 968-12-0410-7.
- Corpus de la antigua lírica popular hispánica. Siglos XV a XVII. Madrid: Castalia, 1987, 1990. ISBN 84-7039-491-6.
- Corpus de la antigua lírica popular hispánica. Suplemento. Madrid: Castalia, 1992. ISBN 84-7039-638-2.
- Ed. de Juan Ruiz de Alarcón: Comedias. Caracas: Biblioteca Ayacucho, 1982. ISBN 84-660-0104-2.
- Literatura española del Siglo de Oro. México: Trillas, 1982. ISBN 968-24-1296-X.
- Estudios sobre lírica antigua. Madrid: Editorial Castalia, 1978. ISBN 84-7039-270-0.
- Cancionero de romances viejos. México: Universidad Nacional Autónoma de México, 3a. ed. 1984. ISBN 968-837-217-X.
- Las jarchas mozárabes y los comienzos de la lírica románica. México: El Colegio de México, 2a ed. 1985. ISBN 968-12-0268-6.
- Entre folklore y literatura. México: El Colegio de México, 2a ed. 1984. ISBN 968-12-0258-9.
- Coplas de amor del folklore mexicano. Con Yvette Jiménez de Báez. México: El Colegio de México, 1970.
- Cancionero folklórico de México. Dirigió un gran equipo compilador. México: El Colegio de México,  en cinco tomos: 1, Coplas del amor feliz (1975); 2, Coplas del amor desdichado y otra coplas de amor (1977); 3, Coplas que no son de amor (1980); 4, Coplas varias y varias canciones (1982), y 5, Antología, glosario, índices (1985).
- Lírica hispánica de tipo popular: Edad Media y Renacimiento. México: Universidad Nacional Autónoma de México, 1966.

### Traducciones
- L. Levin Schücking. El gusto literario. México: Fondo de Cultura Económica, 1950.
- Johannes Pfeiffer. La poesía. Hacia la comprensión de lo poético. México: FCE, 1951.
- Stephen Gilman. Cervantes y Avellaneda. México: El Colegio de México, 1951.
- Ernst Robert Curtius. Literatura europea y Edad Media latina. 2 vol. México: FCE, 1955. Con Antonio Alatorre.
- Edward Sapir. El lenguaje. México: FCE, 1958. Con Antonio Alatorre.
- Rüdiger Schott. Consecuencias de la expansión europea para los pueblos de ultramar. México: El Colegio de México, 1966.
- Stephen Gilman. La Celestina: Arte y estructura. Madrid: Taurus, 1974.